# Agymenők (film)
Az Agymenők (eredeti cím: Brain Donors) 1992-ben bemutatott amerikai filmvígjáték, melyet Pat Proft forgatókönyvéből Dennis Dugan rendezett, David és Jerry Zucker vezető filmproduceri közreműködésével. A történet a Marx fivérek Botrány az operában (1935) és Versenynap (1937) című filmjeinek laza adaptációja. A főbb szerepekben John Turturro, Bob Nelson, Mel Smith és  Nancy Marchand látható.
Az Amerikai Egyesült Államokban 1992. április 17-én mutatták be.

## Cselekmény
Oscar Winterhaven Oglethorpe iparmágnás és filantróp halála után annak vagyonát özvegye, Lillian kezeli. Roland T. Flakfizer, a gátlástalan szoknyavadász ügyvéd, társai Rocco és Jacques segítségével akar a nő kegyeibe férkőzni. Próbálkozásai miatt szembekerül az Oglethorpe család jogászával, Edmund Lazlóval. Végrendeletében Oglethorpe elrendelte egy balett-társulat megalapítását, Flakfizer azonnal lecsap a zsíros fizetéssel járó állásra – bár fogalma sincs a balettről. 
Az igazgatói székbe Lazlo kerül, miután szerződteti a híres táncost, Roberto Volare-t, de Flakfizer is kiharcol magának egy társ-igazgatói pozíciót. Az ügyvéd igyekszik segíteni a fiatal, tehetséges táncosnőt, Lisa LeBaront és szintén táncos, de állástalan barátját, Alan Grantet. Volare elküldi a lányt, mert az nem enged csábítási kísérleteinek. Flakfizer és társai bejutnak a nyitóelőadásra, ahol Volare táncol és abszurdabbnál abszurdabb csínyeikkel tönkreteszik a darabot, rossz fényben tüntetve fel Volare-t a közönség előtt. Amikor a táncosnak elege lesz, Lisa és Alan lép színpadra, nagy sikert aratva.

## Szereplők
| Szerep                | Színész           | Magyar hang    | Magyar hang        |
| Szerep                | Színész           | 1. szinkron    | 2. szinkron        |
| --------------------- | ----------------- | -------------- | ------------------ |
| Roland T. Flakfizer   | John Turturro     | Lippai László  | Lippai László      |
| Jacques               | Bob Nelson        | Széles László  | Czvetkó Sándor     |
| Rocco Melonchek       | Mel Smith         | Koroknay Géza  | Forgács Gábor      |
| Roberto "Nagy" Volare | George de la Peña | Galambos Péter | Seszták Szabolcs   |
| Edmund Lazlo          | John Savident     | Láng József    | Láng József        |
| Lillian Oglethorpe    | Nancy Marchand    | Gyimesi Pálma  | Czigány Judit      |
| Lisa LeBaron          | Juliana Donald    | Biró Anikó     | Kisfalvi Krisztina |
| Alan Grant            | Spike Alexander   | Fekete Zoltán  | Dévai Balázs       |
| Tina                  | Teri Copley       |                |                    |
| orvos                 | Franklin Cover    |                | Kardos Gábor       |
| küldönc               | Eddie Griffin     |                |                    |
| táncosnő              | Katherine LaNasa  |                |                    |

## A film készítése
A filmben John Turturro, Bob Nelson és Mel Smith alakítja Groucho, Harpo és Chico Marx, azaz a Marx fivérek szerepeit. Nancy Marchand a Margaret Dumont által megformált szereplőt kelti életre. Dennis Dugan szerette volna az akkor még ismeretlen Adam Sandlernek adni a főszerepet, de nem járt sikerrel. Sandler azonban értékelte erőfeszítéseit és később Dougant választotta ki a Happy, a flúgos golfos (1996) rendezőjének. A későbbiekben is számos filmet készítettek közösen. A film elején és végén lévő agyagfigurákkal készült animációkat Will Vinton animátor alkotta meg.
Eredetileg 1991-ben mutatták volna be, de a premiert későbbre tolták, konkrét időpont nélkül. Korabeli beszámolók szerint Turturro nem volt hajlandó nyilatkozni a filmről és nyilvánvalóan „kifejezetten elégedetlen” volt a projekttel. Végül a film 1992. április 19-én került mozikba, a Paramount stúdió részéről minimális ráfordítással. Csupán 523 filmszínházban tűzték műsorra, nem tartottak előzetes vetítést a kritikusoknak és a promóció is elenyésző volt.

## Fogadtatás
A kritikusok a Marx fivérek filmjeinek gyenge utánzatának tartották. A Rotten Tomatoes-on 11 hivatásos kritikus véleményét összegezve 45%-os értékelésen áll.
Richard Harrington, a The Washington Post kritikusának konklúziója szerint „…Turturro, bár kiváló drámai színész, nem Groucho, Proft nem Kaufman, Dennis Dugan rendező pedig nem Sam Wood.”
A filmről pozitívabb kritikák is születtek. A South Florida Sun Sentinel újságírója úgy vélte, „Egyetlen hihető és sokoldalú szereplő sincs benne, nem hat a nemesebb érzelmeinkre és nincs semmiféle politikailag korrekt mondanivalója fontos társadalmi problémákkal kapcsolatban. De pontosan ezek a hibáknak tűnő adottságok azok, amelyek az idei év eddigi legszórakoztatóbb filmjévé teszik.”

## Fordítás
- Ez a szócikk részben vagy egészben  a   Brain Donors című angol Wikipédia-szócikk ezen változatának fordításán alapul.  Az eredeti cikk szerkesztőit annak laptörténete sorolja fel. Ez a jelzés csupán a megfogalmazás eredetét és a szerzői jogokat jelzi, nem szolgál a cikkben szereplő információk forrásmegjelöléseként.